# Сулейманов, Алы Сулейман оглы
Алы Сулейман оглы Сулейманов (азерб. Alı Süleyman oğlu Süleymanov; 1880, Казахский уезд — 1 мая 1959, Казахский район) — советский азербайджанский хлебороб, Герой Социалистического Труда (1949).

## Биография
Родился в 1880 году в селе Агкейнак Казахского уезда Елизаветпольской губернии (ныне село в Казахском районе Азербайджана).
С 1931 года — колхозник, бригадир колхоза «Комсомол» Казахского района. В 1948 году получил урожай семян люцерны 6,2 центнеров с гектара на площади 5 гектара.
Указом Президиума Верховного Совета СССР от 19 июля 1949 года за получение высокого урожая семян люцерны в 1948 году Сулейманову Алы Сулейман оглы присвоено звание Героя Социалистического Труда с вручением ордена Ленина и золотой медали «Серп и Молот».
Активно участвовал в общественной жизни Азербайджана. Депутат Верховного Совета Азербайджанской ССР 3-го созыва.
Скончался 1 мая 1959 года в родном селе.